# Friedrich Ritter von Heinzelmann
Friedrich Georg Heinzelmann, seit 1907 Ritter von Heinzelmann, (* 17. August 1853 in München; † 29. März 1945 in Fischbachau im Landkreis Miesbach) war Präsident des Oberlandesgerichts München und Mitglied des Bayerischen Reichsrats.

## Leben
Heinzelmann war der Sohn des Gerichtspräsidenten Johann Georg Ritter von Heinzelmann (1817–1871) und von dessen Gemahlin Amalie, geborene von der Pfordten (1819–1882), einer Schwester des bayerischen Ministerpräsidenten, Freiherrn Ludwig von der Pfordten. Nachdem er Rechtswissenschaften studiert und das große juristische Staatsexamen abgelegt hatte, trat er die Stelle eines Richters am Amtsgericht München I an. Zum 31. August 1885 wurde er in das Staatsministerium der Justiz einberufen und hatte im Jahr darauf – unter weiterer Verwendung im Ministerium – die Funktion eines Staatsanwalts beim Landgericht München I inne. Dort wurde er am 1. Januar 1891 zum Landgerichtsrat ernannt. Am 1. Juli 1887 wurde er Regierungsrat im Justizministerium. Nach Beförderungen zum Oberregierungsrat und Ministerialrat erhielt er am 16. Oktober 1907 die Ernennung zum Generalsekretär des Ministeriums. Zuvor war er am 23. Januar 1907 durch die Verleihung des Ritterkreuzes des Verdienstordens der Bayerischen Krone als „Ritter von Heinzelmann“ in den persönlichen, nicht vererbbaren Adelsstand erhoben worden. 1914 erhielt er das Komturkreuz zu diesem Orden. In der Zeit vom 1. Oktober 1910 bis zum 30. September 1923 war er Präsident des Oberlandesgerichts München und führte das Prädikat Exzellenz. Anschließend trat er auf eigenen Wunsch in den Ruhestand.
Vom 24. Februar 1911 bis 1918 war er lebenslängliches Mitglied der Kammer der Reichsräte Bayerns und führte den Titel „Reichsrat der Krone Bayern“. Der Reichsrat war die erste Kammer der Bayerischen Ständeversammlung. Ihre Mitglieder gehörten zum Kreis der Standesherren, der hohen Geistlichkeit und der auf Lebenszeit ernannten Personen.
Seit dem Studium war er Mitglied der Studentenverbindung Akademischer Gesangverein München im SV.

## Familie
Er hatte im Juni 1883 in Münchaurach Anna Jahrsdörfer (1862–1937) geheiratet. Aus der Ehe gingen die Kinder Edmund (1884–1924) und Elisabeth Luise (1886–1916) hervor.